# Árborg
Sveitarfélagið Árborg er den største kommune i det sydlige Island. Den blev etableret i 1998. Den største by i kommunen er Selfoss. Eyrarbakki og Stokkseyri er to landsbyer på sydkysten og Sandvíkurhreppur er den adsministrative region mellem de tre byer.
Området blev repræsenteret i den femte episode i første sæson af tv-serien Documentary Now! som vært for en Al Capone Festival.

## Venskabsbyer
Árborg venskabsby med:
- Arendal, Norge[1]
- Kalmar, Sverige[2]
- Savonlinna, Finland[3]